# 羅西里
羅西里 (Rhossili) 是英國威爾斯風景區Gower半島(Gower Peninsula)西南端的一個小村莊。在英國是有名的觀光點。
在這裡出生的Edgar Evans在1911年跟隨探險家羅伯特·斯科特(Robert Falcon Scott)到達南極，他在回程中第一個喪生。

## 羅西里灣和Worm's Head
羅西里灣呈弧狀，由村落開始向北伸延。
羅西里灣的南端有一個叫Worm's Head（蟲頭）的小島，和Gower半島之間有天然海堤連接，潮退時可以步行前往。
著名威爾斯詩人狄蘭·托馬斯(Dylan Thomas)曾經因為未能趕及在潮漲前離開而被困島上一晚。

## 外部連結
- 遊客中心網頁
- 俯瞰羅西里灣沙灘的網路攝影機 （页面存档备份，存于）